# Lista de partidos políticos no Chile
Este artigo lista os partidos políticos no Chile.
O Chile tem um sistema pluripartidário, dentro de um sistema com duas coalizões dominantes.

## Partidos políticos

### Em atividade
Até setembro de 2017, haviam 28 agremiações partidárias legalmente constituídas no Chile.
| Partido (nome em Espanhol) | Partido (nome em Espanhol)                                                          | Fundação | Senadores (2018-2022) | Deputados (2018-2022) | Conselheiros regionais (2018-2022) | Prefeitos (2016-2020) | Vereadores (2016-2020) |
| -------------------------- | ----------------------------------------------------------------------------------- | -------- | --------------------- | --------------------- | ---------------------------------- | --------------------- | ---------------------- |
|                            | União Democrática Independente (Unión Demócrata Independiente)                      | 1983     | 9                     | 30                    | 52                                 | 43                    | 351                    |
|                            | Partido Democrata Cristão (Partido Demócrata Cristiano)                             | 1957     | 6                     | 14                    | 44                                 | 56                    | 322                    |
|                            | Partido Pela Democracia (Partido por la Democracia)                                 | 1987     | 7                     | 8                     | 26                                 | 37                    | 199                    |
|                            | Renovação Nacional (Renovación Nacional)                                            | 1987     | 8                     | 36                    | 72                                 | 39                    | 318                    |
|                            | Partido Socialista (Partido Socialista de Chile)                                    | 1933     | 7                     | 19                    | 26                                 | 27                    | 218                    |
|                            | Amplitude (Amplitud)                                                                | 2014     | 0                     | 0                     | 2                                  | 1                     | 21                     |
|                            | Partido Radical Social-democrata (Partido Radical Socialdemócrata)                  | 1994     | 1                     | 8                     | 8                                  | 13                    | 90                     |
|                            | País (País)                                                                         | 2017     | 1                     | 0                     | 0                                  | 0                     | 0                      |
|                            | Partido Comunista do Chile (Partido Comunista de Chile)                             | 1922     | 0                     | 8                     | 11                                 | 4                     | 92                     |
|                            | Esquerda Cidadã (Izquierda Ciudadana)                                               | 2012     | 0                     | 0                     | 1                                  | 1                     | 3                      |
|                            | Evolução Política (Evolución Política)                                              | 2012     | 2                     | 6                     | 5                                  | 2                     | 0                      |
|                            | Partido Liberal do Chile (Partido Liberal de Chile)                                 | 2013     | 0                     | 2                     | 0                                  | 0                     | 0                      |
|                            | Revolução Democrática (Revolución Democrática)                                      | 2012     | 1                     | 10                    | 10                                 | 0                     | 0                      |
|                            | Democracia Regional Patagônica (Democracia Regional Patagónica)                     | 2013     | 0                     | 0                     | 0                                  | 4                     | 9                      |
|                            | Partido Regionalista Independente (Partido Regionalista Independiente)              | 2006     | 0                     | 0                     | 4                                  | 2                     | 95                     |
|                            | Partido Progressista (Partido Progresista)                                          | 2010     | 0                     | 1                     | 2                                  | 3                     | 25                     |
|                            | Federação Regionalista Verde Social (Federación Regionalista Verde Social)          | 2017     | 0                     | 4                     | 2                                  | 0                     | 3                      |
|                            | Partido Ecologista Verde (Partido Ecologista Verde)                                 | 2008     | 0                     | 1                     | 0                                  | 0                     | 0                      |
|                            | Movimento Amplo Social - Região (MAS Región)                                        | 2008     | 0                     | 0                     | 1                                  | 1                     | 7                      |
|                            | Partido Humanista (Partido Humanista)                                               | 1984     | 0                     | 5                     | 6                                  | 0                     | 14                     |
|                            | Partido Igualdade (Partido Igualdad)                                                | 2009     | 0                     | 1                     | 2                                  | 0                     | 1                      |
|                            | ANDHA Chile (ANDHA Chile)                                                           | 2015     | 0                     | 0                     | 0                                  | 0                     | 0                      |
|                            | Cidadãos (Ciudadanos)                                                               | 2013     | 0                     | 0                     | 0                                  | 0                     | 0                      |
|                            | Partido dos Trabalhadores Revolucionários (Partido de Trabajadores Revolucionarios) | 2017     | 0                     | 0                     | 0                                  | 0                     | 0                      |
|                            | Poder Cidadão (Poder Ciudadano)                                                     | 2015     | 0                     | 1                     | 0                                  | 0                     | 0                      |
|                            | Pela Integração Regional (Por la Integración Regional)                              | 2016     | 0                     | 0                     | 0                                  | 0                     | 0                      |
|                            | Todos (Todos)                                                                       | 2015     | 0                     | 0                     | 0                                  | 0                     | 0                      |
|                            | União Patriótica (Unión Patriótica)                                                 | 2015     | 0                     | 0                     | 0                                  | 0                     | 0                      |
|                            | Partido Republicano (Partido Republicano)                                           | 2019     | 0                     | 1                     | 0                                  | 0                     | 0                      |

## Partidos extintos
- Partido Liberal (1849–1966)
- Partido Conservador (1851–1949, 1953–1966)
- Partido Nacional (1857–1933)
- Partido Radical (1863–1973, 1987–1994)
- Partido Democrata (1887–1941)
- Partido Democrático (1932–1960)
- Movimento Nacional-Socialista do Chile (1932–1941)
- Movimiento de Esquerda Revolucionária (legalmente constituído entre 1965 e 1973; ilegalmente ou não-legalmente constituído entre 1973 e 2008)
- Partido Nacional (1966–1973, 1983–1994)
- Movimento de Ação Popular Unitário (fundado em 1969 e dissolvido em 1994)
- União de Centro Centro (1990–2002)
- Aliança Nacional dos Independentes (2002-2006)
- Partido de Ação Regionalista do Chile (2004-2006)

## Coalizões partidárias

### Em atividade
- Frente Ampla (Frente Amplio), composto pelos partidos:
  - Revolução Democrática (Revolución Democrática)
  - Partido Liberal (Partido Liberal de Chile)
  - Partido Igualdade (Partido Igualdad)
  - Partido Humanista (Partido Humanista)
  - Partido Ecologista Verde
  - Poder
- Chile Vamos, composta pelos partidos:
  - União Democrática Independente (Unión Demócrata Independiente)
  - Renovação Nacional (Renovación Nacional)
  - Evolução Política (Evolución Política)
  - Partido Regionalista Independiente (Partido Regionalista Independente)
- Nova Maioria (Nueva Mayoría), composto pelos partidos:
  - Partido Comunista (Partido Comunista de Chile)
  - Partido Democrata Cristão (Partido Demócrata Cristiano)
  - Partido Pela Democracia (Partido por la Democracia)
  - Esquerda Cidadã (Izquierda Ciudadana)
  - MAS-Região (MAS-Región)
  - Partido Radical Social-Democrata (Partido Radical Socialdemócrata)
  - Partido Socialista do Chile (Partido Socialista de Chile)
- Sumemos (Somemos), composta pelos partidos:
  - Amplitude (Amplitud)
  - Cidadãos (Ciudadanos)
  - Todos (Todos)